# Cassida rubiginosa
Cassida rubiginosa é uma espécie de insetos coleópteros polífagos pertencente à família Chrysomelidae.
A autoridade científica da espécie é O.F. Muller, tendo sido descrita no ano de 1776.
Trata-se de uma espécie presente no território português.